# Nathan Wachsberger
Nathan Wachsberger (Antwerpen, 4 oktober 1916 - Beverly Hills, 1 februari 1992) was een Amerikaanse filmproducent van Belgische afkomst. Hij is voornamelijk bekend als de producer van de nooit uitgebrachte Jerry Lewis-film The Day the Clown Cried uit 1972. 

## Filmografie (selectie)
| Jaar | Productie                           |
| ---- | ----------------------------------- |
| 1954 | Queen of Babylon                    |
| 1962 | Ulysses Against the Son of Hercules |
| 1965 | That Man in Istanbul                |
| 1966 | The Sea Pirate                      |
| 1968 | They Came to Rob Las Vegas          |
| 1969 | The Southern Star                   |
| 1970 | Cannabis                            |
| 1971 | La Cavale                           |
| 1972 | The Day the Clown Cried             |
| 1976 | Killer Force                        |
| 1978 | Starcrash                           |

## Familie
Nathan Wachsberger trouwde na de Tweede Wereldoorlog met de Franse actrice Yvette Lebon, met wie hij een zoon, Patrick Wachsberger, kreeg. Patrick Wachsberger is net als zijn vader de filmwereld ingegaan, waar ook hij werkt als filmproducent. 